# Élections législatives de 1932 dans les Deux-Sèvres
Les élections législatives de 1932 dans les Deux-Sèvres ont eu lieu les 1er et 8 mai.

## Élus
|   | Circonscription | Député sortant   |  | Groupe parlementaire                      | Député élu       |  | Groupe parlementaire                      |
| - | --------------- | ---------------- |  | ----------------------------------------- | ---------------- |  | ----------------------------------------- |
| 1 | Bressuire       | Émile Taudière   |  | Députés indépendants                      | Émile Taudière   |  | Indépendants                              |
| 2 | Melle           | François Albert  |  | Républicain radical et radical-socialiste | François Albert  |  | Républicain radical et radical-socialiste |
| 3 | 1re de Niort    | André Jouffrault |  | Républicain radical et radical-socialiste | André Jouffrault |  | Républicain radical et radical-socialiste |
| 4 | 2e de Niort     | René Richard     |  | Républicain radical et radical-socialiste | René Richard     |  | Républicain radical et radical-socialiste |
| 5 | Parthenay       | Clovis Macouin   |  | Union républicaine et démocratique        | Clovis Macouin   |  | Fédération républicaine                   |

## Résultats à l'échelle du département
| Partis         | Partis                                           | Premier tour | Premier tour | Deuxième tour | Deuxième tour | Sièges |
| Partis         | Partis                                           | Voix         | %            | Voix          | %             | Sièges |
| -------------- | ------------------------------------------------ | ------------ | ------------ | ------------- | ------------- | ------ |
|                | Parti républicain, radical et radical-socialiste | 39 407       | 46,44        | 7 009         | 63,64         | 3      |
|                | Droite                                           | 13 037       | 15,36        |               |               | 1      |
|                | Fédération républicaine                          | 10 858       | 12,80        | 1             |               |        |
|                | Radicaux indépendants                            | 7 868        | 9,27         | 0             |               |        |
|                | Alliance démocratique                            | 7 731        | 9,11         | 4 005         | 36,36         | 0      |
|                | Section française de l'Internationale ouvrière   | 4 494        | 5,30         |               |               | 0      |
|                | Parti communiste-SFIC                            | 1 461        | 1,72         | 0             |               |        |
|                |                                                  |              |              |               |               |        |
| Inscrits       | Inscrits                                         | 97 778       | 100,00       | 13 545        | 100,00        | 5      |
| Votants        | Votants                                          | 86 202       | 88,16        | 11 204        | 82,72         |        |
| Abstention     | Abstention                                       | 11 576       | 11,84        | 2 341         | 17,28         |        |
| Blancs et nuls | Blancs et nuls                                   | 1 346        | 1,56         | 190           | 1,70          |        |
| Exprimés       | Exprimés                                         | 84 856       | 98,44        | 11 014        | 98,30         |        |

## Résultats par arrondissement

### Arrondissement de Bressuire
| Candidats      | Candidats      | Étiquette      | Premier tour | Premier tour |
| Candidats      | Candidats      | Étiquette      | Voix         | %            |
| -------------- | -------------- | -------------- | ------------ | ------------ |
|                | Émile Taudière | Droite         | 13 037       | 59,59        |
|                | Poirault       | PRRRS          | 8 432        | 38,54        |
|                | Géraux         | PC-SFIC        | 407          | 1,86         |
|                |                |                |              |              |
| Inscrits       | Inscrits       | Inscrits       | 25 570       | 100,00       |
| Votants        | Votants        | Votants        | 22 283       | 87,15        |
| Abstention     | Abstention     | Abstention     | 3 287        | 12,85        |
| Blancs et nuls | Blancs et nuls | Blancs et nuls | 407          | 1,83         |
| Exprimés       | Exprimés       | Exprimés       | 21 876       | 98,17        |

### Arrondissement de Melle
| Candidats      | Candidats       | Étiquette           | Premier tour | Premier tour |
| Candidats      | Candidats       | Étiquette           | Voix         | %            |
| -------------- | --------------- | ------------------- | ------------ | ------------ |
|                | François Albert | PRRRS               | 10 852       | 64,77        |
|                | Quéron          | Radical indépendant | 5 552        | 33,14        |
|                | Sitaud          | PC-SFIC             | 351          | 2,09         |
|                |                 |                     |              |              |
| Inscrits       | Inscrits        | Inscrits            | 19 547       | 100,00       |
| Votants        | Votants         | Votants             | 17 052       | 87,24        |
| Abstention     | Abstention      | Abstention          | 2 495        | 12,76        |
| Blancs et nuls | Blancs et nuls  | Blancs et nuls      | 297          | 1,74         |
| Exprimés       | Exprimés        | Exprimés            | 16 755       | 98,26        |

### Arrondissement de Niort

#### 1recirconscription
| Candidats      | Candidats        | Étiquette      | Premier tour | Premier tour |
| Candidats      | Candidats        | Étiquette      | Voix         | %            |
| -------------- | ---------------- | -------------- | ------------ | ------------ |
|                | André Jouffrault | PRRRS          | 7 541        | 53,19        |
|                | Hulot            | AD             | 4 631        | 32,67        |
|                | Gout             | SFIO           | 1 732        | 12,22        |
|                | Alleau           | PC-SFIC        | 273          | 1,93         |
|                |                  |                |              |              |
| Inscrits       | Inscrits         | Inscrits       | 16 471       | 100,00       |
| Votants        | Votants          | Votants        | 14 400       | 87,43        |
| Abstention     | Abstention       | Abstention     | 2 071        | 12,57        |
| Blancs et nuls | Blancs et nuls   | Blancs et nuls | 223          | 1,55         |
| Exprimés       | Exprimés         | Exprimés       | 14 177       | 98,45        |

#### 2ecirconscription
| Candidats      | Candidats        | Étiquette           | Premier tour | Premier tour | Deuxième tour | Deuxième tour |
| Candidats      | Candidats        | Étiquette           | Voix         | %            | Voix          | %             |
| -------------- | ---------------- | ------------------- | ------------ | ------------ | ------------- | ------------- |
|                | Franklin         | AD                  | 3 100        | 26,98        | 4 005         | 36,36         |
|                | René Richard     | PRRRS               | 2 923        | 25,44        | 7 009         | 63,64         |
|                | Blum             | SFIO                | 2 762        | 24,04        |               |               |
|                | De Moro-Giaferri | Radical indépendant | 2 316        | 20,16        |               |               |
|                | Lacroix          | PC-SFIC             | 389          | 3,39         |               |               |
|                |                  |                     |              |              |               |               |
| Inscrits       | Inscrits         | Inscrits            | 13 595       | 100,00       | 13 545        | 100,00        |
| Votants        | Votants          | Votants             | 11 697       | 86,04        | 11 204        | 82,72         |
| Abstention     | Abstention       | Abstention          | 1 898        | 13,96        | 2 341         | 17,28         |
| Blancs et nuls | Blancs et nuls   | Blancs et nuls      | 207          | 1,77         | 190           | 1,70          |
| Exprimés       | Exprimés         | Exprimés            | 11 490       | 98,23        | 11 014        | 98,30         |

### Arrondissement de Parthenay
| Candidats      | Candidats      | Étiquette      | Premier tour | Premier tour |
| Candidats      | Candidats      | Étiquette      | Voix         | %            |
| -------------- | -------------- | -------------- | ------------ | ------------ |
|                | Clovis Macouin | FR             | 10 858       | 52,82        |
|                | Bigot          | PRRRS          | 9 659        | 46,98        |
|                | Besnard        | PC-SFIC        | 41           | 0,20         |
|                |                |                |              |              |
| Inscrits       | Inscrits       | Inscrits       | 22 595       | 100,00       |
| Votants        | Votants        | Votants        | 20 770       | 91,92        |
| Abstention     | Abstention     | Abstention     | 1 825        | 8,08         |
| Blancs et nuls | Blancs et nuls | Blancs et nuls | 212          | 1,02         |
| Exprimés       | Exprimés       | Exprimés       | 20 558       | 98,98        |